# William George Cusins
Sir William George Cusins  (* 14. Oktober 1833 in London; † 31. August 1893 in Remouchamps (heute zu Aywaille)) war ein englischer Pianist, Organist, Geiger, Dirigent und Komponist. Seit 1870 trug er den Titel Master of the Queen’s Music.

## Leben und Werk
Cusins war kurzzeitig Chorknabe der Chapel Royal, studierte bereits als Elfjähriger für zwei Jahre am Konservatorium Brüssel u. a. bei François-Joseph Fétis. 1847 erhielt er ein königliches Stipendium für die Royal Academy of Music in London, wo ihn unter anderem Cipriani Potter und Sterndale Bennett unterrichteten. 1849 trat er erstmals öffentlich als Pianist in Erscheinung; spätere Konzertreisen sollten ihn auch nach Deutschland führen. Gleichfalls 1849 wurde Cusins zum Organisten der Queen Victoria’s Private Chapel ernannt. Zur etwa gleichen Zeit wurde er Mitglied des Orchesters der Royal Italian Opera. 1851 erhielt er eine Assistenzprofessur an der Royal Academy, 1867 folgte er Sterndale Bennett als Dirigent der Philharmonic Society und hatte diese Position bis 1883 inne. Mit ihr brachte er 1873 das Deutsche Requiem von Brahms zur englischen Erstaufführung. 1885 wurde Cusins Professor für Klavier an der Guildhall School of Music und zudem Leiter des London Select Choir.
1870 erfolgte die Ernennung Cusins zum Master of the Queen’s Music in Nachfolge seines Onkels George Frederick Anderson. 1892 wurde er zum Ritter geschlagen. Cusins widmete sich insbesondere dem Werk Georg Friedrich Händels, über das er auch publizierte. Cusins eigene Kompositionen umfassen neben Anthems, Klavierstücken und Liedern unter anderem das Oratorium Gideon, ein Te Deum, Kantaten, eine Sinfonie in C-Dur, zwei Konzertouvertüren sowie jeweils ein Konzert für Violine und Klavier.